# Leeaceae
Leeaceae is een botanische naam in de rang van familie. Een familie onder deze naam wordt vrij zelden erkend door systemen voor plantentaxonomie, en ook niet door het APG-systeem (1998) of het APG II-systeem (2003).
Het Cronquist systeem (1981) erkende wel zo'n familie en plaatste haar in de orde Rhamnales. Het gaat om een vrij kleine familie, met slechts één geslacht, Leea. In andere systemen wordt dit in de familie Vitaceae geplaatst.